# Oscar Requena
Oscar Requena – belizeński polityk, członek Zjednoczonej Partii Ludowej, poseł z okręgu Toledo West.

## Życiorys
Związał się z chadecką Zjednoczoną Partią Ludową i z jej ramienia kandydował do parlamentu.
7 marca 2012 został członkiem Izby Reprezentantów z okręgu Toledo West, w którym pokonał w wyborach przedstawiciela UDP: Juana Coya, zdobywając 3165 głosów (stosunek głosów: 62,45% do 36,66%). Zjednoczona Partia Ludowa pozostała w tej kadencji w opozycji.